# 1952년 이집트 혁명
틀:압델 나세르
1952년 이집트 혁명은 1952년 쿠데타(아랍어: انقلاب 1952) 또는 7월 23일 혁명(아랍어: ثورة 23 يوليو)으로도 알려져 있으며, 이집트의 심대한 정치적, 경제적, 사회적 변화의 시기였다. 1952년 7월 23일, 혁명은 무하마드 나기브와 가말 압델 나세르가 이끄는 자유장교단의 쿠데타로 파루크 1세를 전복시키면서 시작되었다. 이는 아랍 세계에 혁명적 정치의 물결을 불러왔고, 탈식민지화의 확산과 냉전 시기 제3세계 연대의 발전에 기여했다.
처음에는 파루크 1세에 대한 불만에 초점을 맞추었지만, 이 운동은 더 광범위한 정치적 야망을 가지고 있었다. 혁명 초기 3년 동안 자유장교단은 이집트와 수단의 입헌 군주제와 귀족제를 폐지하고 공화국을 수립했으며, 이집트에 대한 영국 점령을 종식시키고, 수단(이전에는 앵글로-이집트 수단 공동통치령으로 통치됨)의 독립을 확보하기 위해 움직였다. 혁명 정부는 강력한 내셔널리즘, 반제국주의 의제를 채택했으며, 이는 주로 범아랍주의와 국제적 비동맹 운동으로 표현되었다.
혁명은 서구 제국주의 세력, 특히 1882년부터 이집트를 점령해 온 영국과 프랑스로부터 즉각적인 위협에 직면했는데, 이들 모두는 아프리카와 아랍 세계 전역에서 자신들의 통제하에 있는 영토에서 민족주의 정서가 고조되는 것을 경계했다. 지속적인 아랍-이스라엘 분쟁 또한 심각한 도전이었는데, 자유장교단은 이집트의 팔레스타인에 대한 이미 강력한 지원을 더욱 강화했다. 이 두 가지 문제는 혁명 5년째에 이집트가 영국, 프랑스, 이스라엘에 의해 수에즈 위기 (1956년, 이집트에서는 삼자 침략으로 알려짐)로 침략을 받으면서 통합되었다. 막대한 군사적 손실에도 불구하고, 이 전쟁은 이집트에게 정치적 승리로 여겨졌는데, 특히 1875년 이래 처음으로 수에즈 운하가 논란의 여지 없이 이집트 통제하에 놓이게 되어 국가적 굴욕으로 여겨졌던 흔적을 지웠기 때문이다. 이는 다른 아랍 국가들에서 혁명에 대한 매력을 강화했다.
혁명 초기 10년 반 동안에는 전면적인 농지 개혁과 대규모 산업화 프로그램이 시작되어, 전례 없는 기간 동안 사회기반시설 건설과 도시화를 이끌었다. 1960년대에는 아랍 사회주의가 지배적인 주제가 되어, 이집트를 중앙 계획 경제로 전환시켰다. 서방의 지원을 받는 반혁명, 국내 종교적 극단주의, 잠재적인 공산주의 침투, 이스라엘 국가와의 갈등에 대한 공식적인 두려움은 모두 정치적 반대에 대한 엄격하고 장기적인 제한과 다당제 금지를 강제하는 이유로 언급되었다. 이러한 정치 활동에 대한 제한은 1970년부터 안와르 사다트 대통령 재임 기간까지 유지되었으며, 이 기간 동안 혁명의 많은 정책들이 축소되거나 철회되었다.
혁명의 초기 성공은 알제리와 같이 유럽 제국에 대한 반제국주의 및 반식민지 반란이 있었던 다른 국가들의 수많은 민족주의 운동을 고무시켰다. 또한 중동과 북아프리카에서 기존 친서방 군주제와 정부를 전복시키는 데 영감을 주었다. 혁명은 매년 7월 23일에 기념된다.

## 원인
1882년 영국군은 영국-이집트 전쟁을 통하여 이집트 정치에 개입하기 시작하였다. 1888년 콘스탄티노플 협약을 통해 영국은 이집트의 수에즈 운하를 군사 점령하게 되었다. 제1차 세계 대전 당시 이집트는 오스만 제국령에서 일정한 수준의 독립 권리를 누리고 있었다. 이 시기 이집트 국왕인 아바스 2세는 영국에 대해 강한 반감을 갖고 있었고 그 결과 동맹국을 지원하였다. 승전한 영국은 패전국인 오스만 제국의 이집트 영토를 강제적으로 자국의 식민지로 편입하였다.

### 무함마드 알리 왕조
19세기와 20세기 초 이집트 역사는 무함마드 알리 왕조의 후계자들이 통치했던 매우 다른 통치와 강대국, 특히 영국의 이집트 문제에 대한 점진적인 침투로 정의되었다. 1805년부터 이집트는 명목상의 종주국인 오스만 술탄에게 저항하며 스스로 케디브를 선포한 무함마드 알리 치하에서 급속한 근대화 시기를 겪었다. 수십 년 만에 무함마드 알리는 이집트를 방치된 오스만 속주에서 동지중해와 마슈리크 지역의 지배권을 놓고 오스만 제국과 일시적으로 경쟁하는 사실상 독립 국가로 변모시켰다. 무함마드 알리는 수단 침공을 감행하고 동아프리카 침공에 나섰으며, 제1차 이집트-오스만 전쟁과 제2차 이집트-오스만 전쟁 모두에서 이집트를 이끌며 동방 위기를 촉발시켰다. 이 전쟁들의 결과로 이집트는 레반트에서 추방되었지만, 수단 영토는 유지할 수 있었다. 무함마드 알리 사후, 그의 후계자들인 아바스 1세와 사이드 파샤는 수에즈 운하 건설을 시작하는 등 이집트를 근대화하려 노력했다. 징집으로 인해 귀족들에게는 더 많은 토지를 주는 대가로, 농민들(아랍어로 펠라힌)에게는 세금을 올렸다. 목화가 이집트의 주요 현금작물이 되면서 농민들은 계속해서 토지 접근권을 잃었다.
이스마일 파샤 치하에서 이집트는 수단과 동아프리카에서 대규모 근대화 프로그램과 군사 확장 캠페인을 겪었다. 이스마일은 이집트 사회의 부유한 엘리트들에게 정치적, 경제적으로 소외되었던 이집트 농민과 중산층의 참정권을 크게 가속화했다. 이 시기에 이집트 지식인층이 형성되었는데, 이는 에펜디라고 알려진 정치와 문화에 박식한 교육받은 이집트인 사회 계층이었다. 교육부 장관 알리 파샤 무바라크 치하에서 이집트의 공교육 시스템은 교육받은 민족주의 에펜디야의 분야를 성장시켰다. 이 시기에 이탈리아계 이집트인, 이집트 그리스인, 프랑스인, 이집트의 아르메니아인, 이집트의 유대인, 기타 집단들이 이집트로 이민하여 작지만 부유하고 정치적으로 강력한 코스모폴리탄 공동체를 형성했다. 외국인들은 이집트 법의 적용을 받지 않고 이집트 혼합법원이라고 알려진 별도의 법원 시스템을 거쳤다. 이스마일은 또한 이집트 최초의 의회를 설립했다. 이집트와 아랍 세계 전체의 이 지적주의 시기는 나중에 알나흐다로 알려지게 되었다. 이스마일의 강력한 이집트 국가론 주장과 결합되어, 이는 특히 군대 내에서 이집트 민족주의의 성장에 기여했다. 그러나 이집트-에티오피아 전쟁은 재앙으로 끝났고, 이는 이집트 국고를 더욱 악화시켰다. 공채 위원회는 이집트가 채무를 갚기 위한 방법으로 설립되었다.
이스마일의 거대한 정책은 막대한 비용이 들었고, 재정적 압박으로 인해 결국 수에즈 운하 회사, 즉 수에즈 운하를 99년간 관리할 임대권을 소유한 회사에 대한 이집트의 지분을 매각하게 되었다. 약 8만 명의 이집트인들의 희생으로 건설된 운하가 건설된 지 불과 몇 년 만에 매각된 것은 국가적 굴욕으로 여겨졌는데, 특히 이는 구매자인 영국에게 이집트 문제에 개입할 근거를 효과적으로 제공했기 때문이다. 그 직후 영국은 다른 강대국들과 함께 이스마일을 그의 아들인 테우피크 파샤를 위해 폐위시켰다.
테우피크는 그의 아버지를 폐위시킨 외국 세력의 꼭두각시로 여겨졌는데, 그의 억압적인 정책으로 인해 이러한 인식이 심화되었다. 테우피크의 통치에 대한 불만은 1881년 우라비 반란을 촉발시켰고, 이는 아흐메드 우라비 휘하의 민족주의 병사들이 이끌었다. 우라비는 농민 출신이었으며, 그의 겸손한 배경에도 불구하고 군대에서 계급을 높일 수 있었던 것은 이스마일의 개혁 덕분이었는데, 그는 테우피크에 의해 이 개혁들이 공격받고 있다고 보았다. 이집트의 혁명적 불안정의 가능성과 수에즈 운하에 대한 추정된 위험은 영국이 테우피크를 지원하기 위해 군사적으로 개입하도록 촉발시켰다.

### '베일드 보호령' 하의 영국 점령
영국-이집트 전쟁 이후, 영국은 사실상 이집트를 지배하게 되었는데, 이는 베일드 보호령으로 알려지게 되었다. 그 후 몇 년 동안 영국은 이집트와 그 수단 영토에서 정치적, 군사적 지위를 공고히 했으며, 카이로의 영국 고등 대표는 케디브 자신보다 더 많은 권한을 행사했다. 1888년 콘스탄티노플 협약에서 영국은 군사력을 사용하여 수에즈 운하를 보호할 권리를 얻었고, 이는 영국에게 이집트 정치를 지배할 영구적인 기지를 제공했다.
1899년 영국은 테우피크의 후계자인 민족주의자 아바스 2세를 강제하여 수단을 이집트의 필수적인 부분에서 앵글로-이집트 수단으로 전환시켰는데, 이는 이집트와 영국 사이에 주권이 공유되는 공동통치령이었다. 일단 설립되자, 공동통치령은 이집트의 통제력이 점점 감소하는 것을 목격했으며, 대부분의 기간 동안 카르툼의 총독을 통해 영국에 의해 실제로 통치되었다. 그의 통치 기간 내내, 이는 민족주의자 케디브 아바스 2세와 영국 사이의 주요 분쟁 지점 중 하나였으며, 아바스는 이집트와 수단에서 영국의 통제력이 증가하는 과정을 저지하고 되돌리려 했다.
영국의 가혹한 경제 정책 하에서 이집트 민족주의가 끓어오르고 있었다. 무스타파 카밀 파샤, 압둘라 안-나딤, 야쿱 사누와 같은 민족주의 활동가들은 이집트의 더 큰 자치권을 위해 싸웠다. "이집트는 이집트인을 위한 것"이라는 구호는 외국인 특권에 대한 민족주의자들 사이에서 인기 있는 구호였다. 이 시기에 민족주의자들 사이에서 주요 쟁점 5가지가 명확해졌다.
1. 수단의 정치적 지위 – 마흐디 전쟁 이후 사실상 영국-이집트 공동 통치령이었으나 법적으로는 영국 식민지였다.
2. 수에즈 운하에 대한 소유권
3. 이집트 군대의 지위 – 1882년 반란 이후 해체되었으며, 이집트 주둔 영국군 문제
4. 이집트 의회의 주권: 외국인에 대한 법적 권한과 영국 영향력으로부터의 독립성
5. 이집트가 영국과 독립적인 외교 관계를 수립할 권리

제1차 세계 대전에서 오스만 제국이 중앙 세력의 일원으로 참전한 후 1914년, 영국은 아바스 2세를 폐위하고 친영 삼촌인 후세인 카멜을 지지했다. 오스만 주권의 법적 허구는 종료되었고, 1517년 오스만 제국에 의해 파괴되었던 이집트 술탄국은 후세인 카멜을 이집트 술탄으로 하여 재설립되었다. 명목상 술탄국이 복원되었음에도 불구하고 이집트와 수단에서 영국의 권력은 줄어들지 않았는데, 영국은 이집트가 영국의 공식적인 보호령임을 선언했기 때문이다. 이집트가 대영 제국에 합병되지 않았고 영국 국왕이 이집트의 주권자가 되지 않았음에도 불구하고, 보호령으로서의 이집트의 지위는 술탄국의 실제 독립을 배제했다. 모든 면에서 이집트 술탄국은 이집트 케디브국이 영국에 의해 통제되었던 것만큼이나 영국에 의해 통제되었다.

### 이집트 왕국
제1차 세계 대전 이후, 이집트 민족주의자들은 파리 강화 회의에 대표단(아랍어: 와프드)을 파견하여 이집트 독립을 재협상하려 했다. 영국이 이를 거부하자, 영국의 통제에 대한 민족주의자들의 분노가 1919년 이집트 혁명으로 폭발했고, 이는 영국이 1922년에 이집트의 독립을 승인하도록 촉발하여 이집트 왕국이 되었다. 그러나 영국은 여전히 수단, 이집트 내의 제국 및 외국인에 대한 권리를 유지했다.

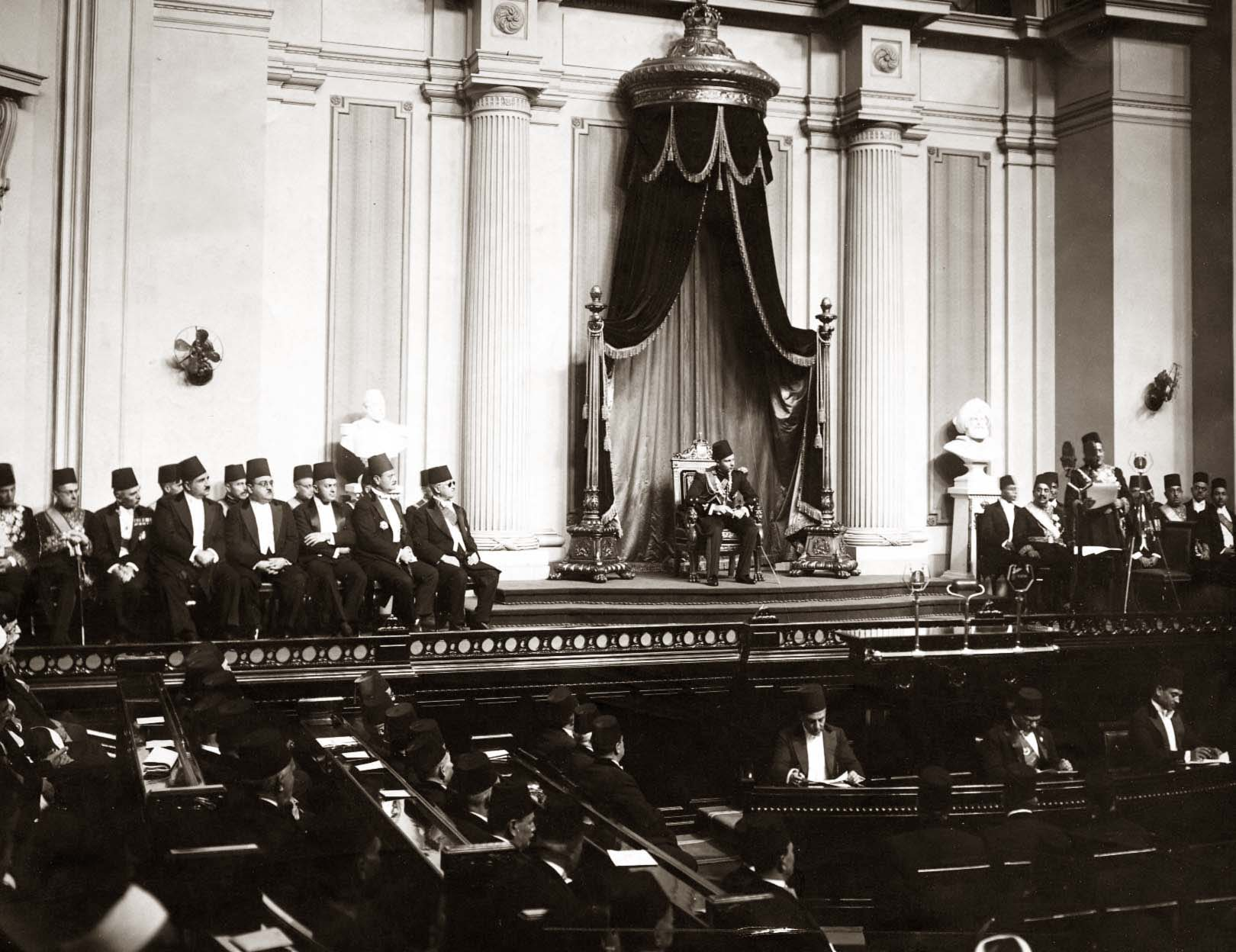
파루크 1세 국왕이 무스타파 엘-나하스의 연설을 듣고 있는 이집트 의회.

혁명 이후 주요 정당은 사아드 자굴과 그의 후계자 무스타파 알-나하스가 이끈 와프드당이었다. 그 결과 1923년 이집트 헌법은 적절하지만 결함이 있는 입헌 군주제를 만들었다. 보편적인 남성 참정권은 이집트인들이 의회 선거에 투표할 수 있도록 허용했지만, 국왕은 내각을 해산하고 의회를 해산하며 총리를 임명할 권한을 가지고 있었다. 이집트 정치는 자유주의 와프디스트와 보수적인 군주제 기득권층으로 나뉘었다. 와프드당은 자유주의 체제를 옹호하고 더 큰 자율성을 협상하는 것 외에는 내세울 것이 거의 없었다. 와프디스트 엘리트들은 여전히 부유한 토지 소유 자본가들이었으며, 농민과 지주의 전통적인 경제 구조에서 급진적인 프로그램을 제공하지 않았다. 와프드당은 대중으로부터 진정한 인기를 누렸지만, 1930년대부터 시작된 이집트의 경제 상황 악화와 1923년 체제가 이러한 문제들을 적절히 해결하지 못한 실패는 사회주의 및 노동 운동의 부상을 촉발시켰다.
와프드당은 점진적인 협상을 통해 완전한 이집트 독립을 확보할 수 있을 것이라고 믿었다. 이집트는 1937년 몽트뢰 협약으로 혼합법원을 폐지하고, 1940년 공채 위원회를 폐지하고, 1936년 영국-이집트 조약을 협상하는 데 성공했다. 이 조약은 이집트 내 영국군의 규모를 제한하고 (수에즈 운하와 수단을 제외하고), 적절한 이집트 군대의 창설을 허용했다.

#### 마지막 10년: 1942–1952
제2차 세계 대전 중 이집트는 북아프리카 전역을 위한 연합군의 주요 기지였다. 이집트는 전쟁 마지막 주까지 공식적으로 중립을 유지했지만, 영토는 연합군과 추축국 간의 전쟁터가 되었다. 1942년, 이집트의 젊은 파루크 국왕이 알-나하스를 총리로 임명하는 것을 거부하자 1942년 아브딘 궁전 사건이 발생했는데, 영국군이 파루크 궁전을 포위하고 총을 겨누며 알-나하스를 임명하도록 명령했다. 무하마드 나기브를 포함한 민족주의 군 장교들은 파루크에게 저항할 것을 촉구했지만, 왕궁 밖에 배치된 영국 전차와 포병은 국왕이 양보하도록 강요했다. 이 사건은 파루크 국왕의 보수적인 파벌과 알-나하스의 와프드당 모두의 위신에 영구적인 손상을 입혔다. 영국에 대한 항복은 많은 이집트 민족주의자들에게 1923년 체제 전체를 제거해야만 영국의 이집트 점령을 종식시킬 수 있다는 확신을 주었다.

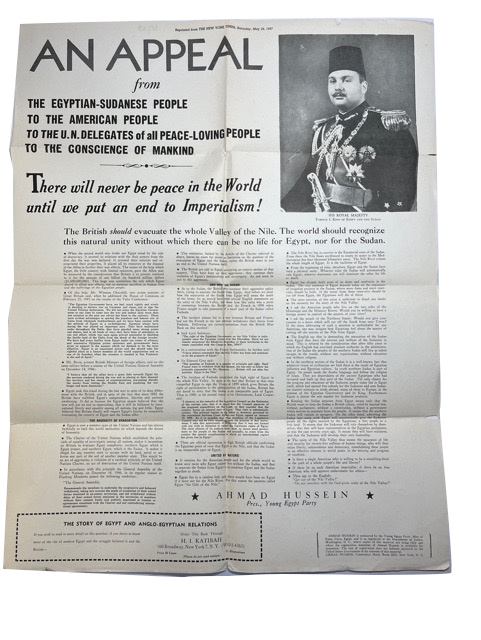
완전한 독립을 위한 이집트 민족주의자 아흐메드 후세인의 포스터

역사학자 셀마 보트만은 후기 와프드당의 상태를 다음과 같이 묘사한다.
틀:Quote block
수십 년간의 준독립, 엘리트 간의 내분, 경제 상황 악화 끝에, 이집트는 더욱 급진적인 정치에 휩싸였다. 무슬림 형제단은 1928년에 창설되어 식민주의와 근대성에 반대하는 이슬람 부흥을 추진했다. 이집트 공산당, 이스크라, 민족해방민주운동과 같은 좌파 운동은 파루크 국왕의 사치스러운 생활 방식이 빈곤에 시달리는 수백만 이집트인들에게 계속해서 모욕감을 주면서 점점 더 많은 파업 노동자들을 결집시켰다. 1945년 이집트 반유대인 폭동과 1946년 학생 시위는 정치인들이 완전한 독립을 협상해야 할 필요성을 보여주었다. 이 시위는 매우 빠르게 반유대주의적 경향을 띠었고, 알렉산드리아의 유대인 역사와 카이로의 유대교 회당의 유대인 공동체에 대한 장기간의 유대인 학살로 발전했으며, 종종 "유대인에게 죽음을"이라는 구호와 유대인들이 "진정한 이집트인"보다 유리한 대우를 받고 있다는 반유대주의 음모론이 동반되었다. 이스마일 시드키 총리와 영국 외무장관 어니스트 베빈이 협상에 들어섰다. 그러나 수단의 지위와 영국군 주둔 문제로 인해 성공적인 논의의 희망은 사라졌다. 민족주의자들의 분노는 수단과 수에즈라는 두 가지 문제에 집중되었다. 민족주의의 불길을 지피면서 이집트 엘리트들은 팔레스타인 내전에 개입할 수밖에 없었다.
1948년 아랍-이스라엘 전쟁 동안 이집트군은 남부 전선에서 이스라엘과 싸웠다. 이집트는 네게브 사막을 빠르게 장악했지만, 이스라엘의 성공적인 반격으로 이집트는 가자 지구만 남게 되었다. 팔루자 포위전에서 젊은 이집트 장교 가말 압델 나세르는 1949년 휴전 협정까지 버티며 영웅으로 이름을 날렸다. 전쟁 중 부패에 대한 분노, 예를 들어 총기 밀매로 인해 이집트군이 전투에 장비가 부족했다는 소문이 돌았다. 전쟁에서 돌아온 이집트 지휘관은 "진정한 전투는 이집트에 있다"고 말했다.
1950년, 와프드당은 마지막으로 정부를 구성했다. 수년간의 계엄령과 정치적 혼란 끝에, 와프드당은 영국과의 역사적인 정치적 투쟁을 계속하라는 명령을 받고 1950년 이집트 총선에서 결정적인 승리를 거두었다. 당시 70세였던 알-나하스는 1919년의 국민 영웅이 아니었다. 진정한 경제 개혁과 영국과의 최종 합의가 당면한 문제였고, '와프드 전위대'라고 불리는 파벌은 개혁을 추진하려고 했다. 1950년, 여론 조사에 따르면 카이로 학생들의 60%가 '이슬람 사회주의', 사회주의 또는 공산주의를 원했다. 심지어 와프드당 정치인 푸아드 세라게딘 파샤도 와프드당이 이제 '사회주의'라고 발표했다. 실제로는 당 고위층이 권력을 유지하면서 부패는 계속되었다. 새로운 법은 토지 소유를 50 페단으로 제한했지만, 소급 토지 이득에는 적용되지 않았고 장관 면책권을 유지했다. 푸아드 세라게딘 파샤는 나중에 미국 대사에게 "나는 8000페단을 소유하고 있습니다. 내가 이집트가 공산주의가 되기를 원한다고 생각하십니까?"라고 말했다. CIA는 파루크 국왕에게 미국 이익에 적합한 개혁을 채택하도록 압력을 가하려 했지만 실패했다. 당내 개혁가들은 완전한 혁명을 피하는 데 필요한 입법을 통과시킬 만큼 강력하지 못했다. 고집과 부패는 와프드당이 이집트 국민에게 봉사할 수 없게 만들었다.

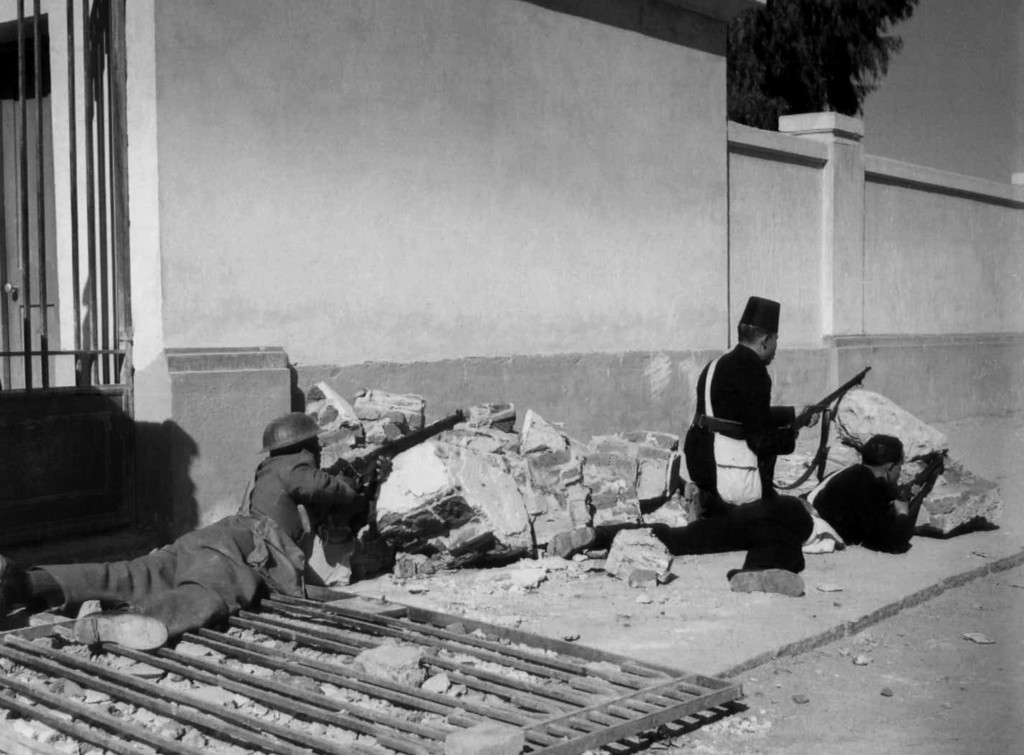
이즈마일리아 전투에서 싸우는 이집트 경찰

수에즈 운하의 전략적 가치는 냉전 시대 영국에게 너무나 중요하여 완전히 포기할 수 없었다. 극적인 움직임으로, 와프드당은 1951년 1936년 조약을 파기했다. 반영 시위는 운하 지역에서 소규모 게릴라 전쟁으로 변모했다. '해방 대대'는 영국군과 교전했다. 이슬람주의 우파와 사회주의 좌파 학생들은 비폭력 파업과 폭력적인 전투의 불길을 지폈고, 정부는 상황을 빠르게 통제력을 잃고 있었다. 1952년 1월 25일, 7천 명의 영국군이 이즈마일리아의 이집트 경찰에게 무기 투항을 명령했다. 경찰이 거부하자 발생한 1952년 이스마일리아 전투로 56명의 이집트인과 13명의 영국군이 사망했다. 다음 날, 카이로에서 일련의 폭동이 발생했다. 이집트 대중은 외국인 소유 상점 750곳을 불태워 약 4천만~5천만 이집트 파운드 상당의 피해를 입혔다. 검은 토요일은 와프드당의 종말이었다. 알-나하스는 다음 날 해임되었다.
알나하스 이후, 3명의 독립 정치인이 이집트의 혼란을 수습하기 위해 임명되었다. 알리 마헤르 파샤 (1월 27일~3월 1일), 아흐메드 나기브 엘-힐랄리 (3월 2일~7월 2일), 후세인 시리 파샤 (7월 2일~7월 20일)의 세 정부는 모두 상황을 해결하는 데 실패했다. 마헤르는 질서를 회복하고 경제 상황을 진정시키기 위해 신속하게 움직였다. 그는 토지 개혁 제안을 연구하기 위한 농촌부 장관을 신설하고 2월까지 통행금지 조치를 해제했다. 그는 와프드당과 거국정부를 구성하려 했으나, 그들은 여러 내각 직위에 대한 그의 제안을 거부했다. 와프드당과의 거래, 예를 들어 통합 정부를 옹호하는 것은 그의 우파 동맹국들을 소외시켰고 파루크가 가능한 한 빨리 그를 처리하도록 동기를 부여했다. 그는 카이로 화재에 대한 보고서를 제출하라는 압력을 받았으나 거부했다. 국왕은 의회를 휴회시켰고 내각의 궁정 충성파 두 명이 사임했다. 영국 대사는 마헤르와의 만남을 거부하여 그의 사임을 강요했다.
나기브 알-힐랄리는 마헤르의 뒤를 이어 훨씬 더 적극적인 접근 방식을 취했다. 그는 새로운 부패 방지법을 제정하고 관료제를 개혁하기 위한 '정화 위원회'를 만들었다. 힐랄리는 푸아드 시라게딘을 가택 연금에 처했다. 일주일 후, 그는 의회를 해산하고 5월에 새로운 선거를 발표했다. 4월까지, 그들은 무기한 연기되었다. 이집트 언론인 이흐산 압델 쿠두스는 정부를 비판하며 "부패는 와프드 정부만의 부패를 의미하지 않는다"고 썼다. 파루크 국왕이 알-힐랄리를 해고할 것이라는 소문이 돌자 그는 7월 2일 사임했다.
후세인 시리는 시라게딘의 가택 연금을 해제하기 위해 총리로 나섰지만, 새로운 선거를 약속하거나 계엄령을 해제하지는 않았다. 그러나 군대 내 사건은 곧 통제 불능 상태로 치달았다. 1월, 장교 클럽의 극적인 선거에서 야당 후보들이 장교 클럽 운영 이사회에 선출되었다. 7월 중순, 파루크는 선거를 무효화하고 자신의 사람들을 이사회에 임명함으로써 이에 대응했다. 위기가 고조되자 시리는 무하마드 나기브 장군에게 전쟁부 장관직을 제안했는데, 그는 클럽 회장으로 선출된 인물이었다. 그가 거부하자 시리는 7월 20일 사임했는데, 파루크를 설득하여 군대에 대해 더 화해적인 태도를 취하도록 하는 데 실패했기 때문이었다. 알-힐랄리는 7월 22일 다시 총리로 복귀했으며, 내각을 완전히 자유롭게 선택할 수 있다는 약속을 받았다. 그러나 파루크가 자신의 처남을 전쟁부 장관으로 지명하자 알-힐랄리는 다음 날 사임했다.

## 자유장교단
현대 이집트군은 1936년 영국-이집트 조약의 결과로 설립되었으며, 이는 이집트군의 장교 수를 398명에서 982명으로 늘릴 수 있도록 허용했다. 나세르는 1937년 이집트 최고의 사관학교인 오바시아 사관학교에 지원했다. 안와르 사다트는 1938년 이집트 육군사관학교를 졸업했다. 사다트는 1940년대부터 반영 봉기를 일으키려 노력했지만, 1942년 두 명의 나치 스파이를 만난 후 체포되었다. 굴욕적인 1942년 영국 쿠데타와 팔레스타인에서의 재앙은 혁명적인 이집트 장교들의 비밀 조직 결성을 촉발했다. 1949년 1949년 3월 시리아 쿠데타를 목격한 후, 시리아 군대가 정부를 전복시키자 군대 전체에 반란의 속삭임이 퍼졌다. 정확한 날짜는 알려져 있지 않지만, 1949년까지 장교들의 집에서 회의와 토론이 시작되면서 '자유장교단' 운동이 시작되었다. 장교들은 민족해방민주운동 (DMNL)의 공산주의자들과 무슬림 형제단의 이슬람주의자들을 만났지만, 기존 야당과는 독립적인 조직이었다. 회원들은 한 손에는 쿠란을, 다른 한 손에는 권총을 들고 비밀 맹세를 했으며, 고위 지휘부와 정부 전체의 부패를 비판하는 익명의 전단지와 기사를 발행했다. 1952년에는 너무 커져서 소수의 회원들만이 음모의 지도자인 나세르 대령과 나기브 장군의 신원을 알게 되었다.
중앙정보국의 설립자인 마일스 코플랜드 주니어는 이 시기에 장교들과 접촉을 시도했다고 주장했지만, 역사학자 사이드 아부리시는 미국이 쿠데타가 공산주의가 아니라는 것을 확인한 후 이틀 전까지는 쿠데타에 대해 알지 못했지만 막으려 하지 않았다고 주장한다.

## 군사 쿠데타

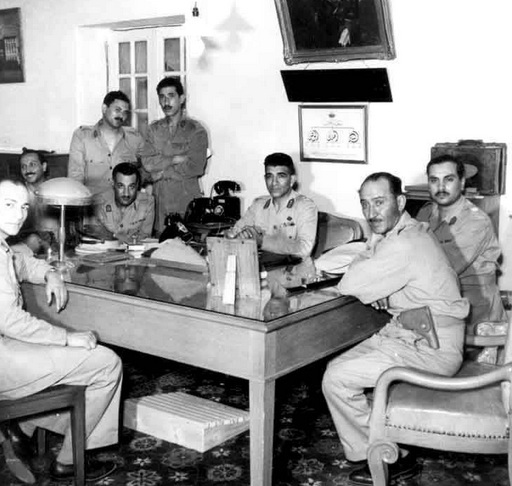
쿠데타 이후 모인 자유장교단 멤버들. 왼쪽부터: 자카리아 모히에딘, 압델 라티프 보그다디, 카말 엘-딘 후세인, 가말 압델 나세르 (앉아 있음), 압델 하킴 아메르, 무하마드 나기브, 아흐메드 샤우키, 유세프 세디크이다.

1952년 봄까지 자유장교단은 쿠데타를 계획하기 시작했다. 그들은 8월 초에 군주제를 전복할 계획이었지만, 곧 사건들이 그들의 계획을 가속화하게 만들었다. 7월 16일, 파루크 국왕은 장교 클럽 운영 이사회 해산을 명령했고, 장교들은 자신들의 체포가 임박했음을 두려워했다.
23일, 보병 부대가 총사령부를 장악하고 카이로로 향하는 도로를 막았다. 나세르와 압델 하킴 아메르는 고위 지도자로서 자동차를 타고 카이로의 모든 부대를 방문했다. 자신의 지휘관을 체포한 후, 무함마드 아부 알-파들 알-기자위는 방금 체포한 사람인 척 몇 통의 전화를 받아 고위 지휘부에 모든 것이 평온하다고 안심시켰다. 오전 3시까지 무함마드 나기브가 카이로 본부에 도착했다. 저녁 7시까지 사다트 — 는 쿠데타 — 가 진행되는 동안 영화관에 있었는데, 라디오를 통해 자유장교단이 정권을 장악했다고 발표했다. 이집트는 이제 혁명 지도 평의회의 통치를 받게 되었다.

### 혁명 선언
오전 7시 30분, 방송국은 나기브 장군의 이름으로 이집트 국민에게 쿠데타의 첫 공식 성명을 발표했다. 이는 "축복받은 운동"이라고도 불리는 쿠데타를 정당화하려는 시도였다. 메시지를 읽은 사람은 자유장교이자 미래의 이집트 대통령인 안와르 사다트였다. 쿠데타는 100명도 안 되는 장교 — 들에 의해 수행되었으며, 이들 대부분은 하급 장교 — 들이었고, 환호하는 군중에 의해 거리에서 축하하는 장면이 벌어졌다.
틀:Quote block
영국의 지원망이 무력화되자 파루크 국왕은 미국의 개입을 요청했지만, 미국은 응답하지 않았다. 25일이 되자 군대는 국왕이 머물고 있던 몬타자 궁전이 있는 알렉산드리아를 점령했다. 겁에 질린 파루크는 몬타자 궁전을 버리고 해안가의 라스 엘 틴 궁전으로 도망쳤다. 나기브는 파루크의 요트 알-마흐루사의 선장에게 군대의 명령 없이는 출항하지 말라고 명령했다.
자유장교단 사이에서는 폐위된 국왕의 운명에 대한 논쟁이 벌어졌다. 일부(나기브 장군과 나세르 포함)는 망명을 보내는 것이 최선이라고 생각했지만, 다른 이들은 그를 재판에 회부하거나 처형해야 한다고 주장했다. 결국 파루크는 아들 아흐메드 푸아드 황태자에게 양위하라는 명령을 받았고, 아흐메드 푸아드는 푸아드 2세로 즉위했다. 그리고 3인 섭정 위원회가 임명되었다. 전 국왕의 망명은 1952년 7월 26일에 이루어졌으며, 그날 저녁 6시 그는 이탈리아로 향하는 배에 이집트 육군의 보호를 받으며 승선했다.

## 통합

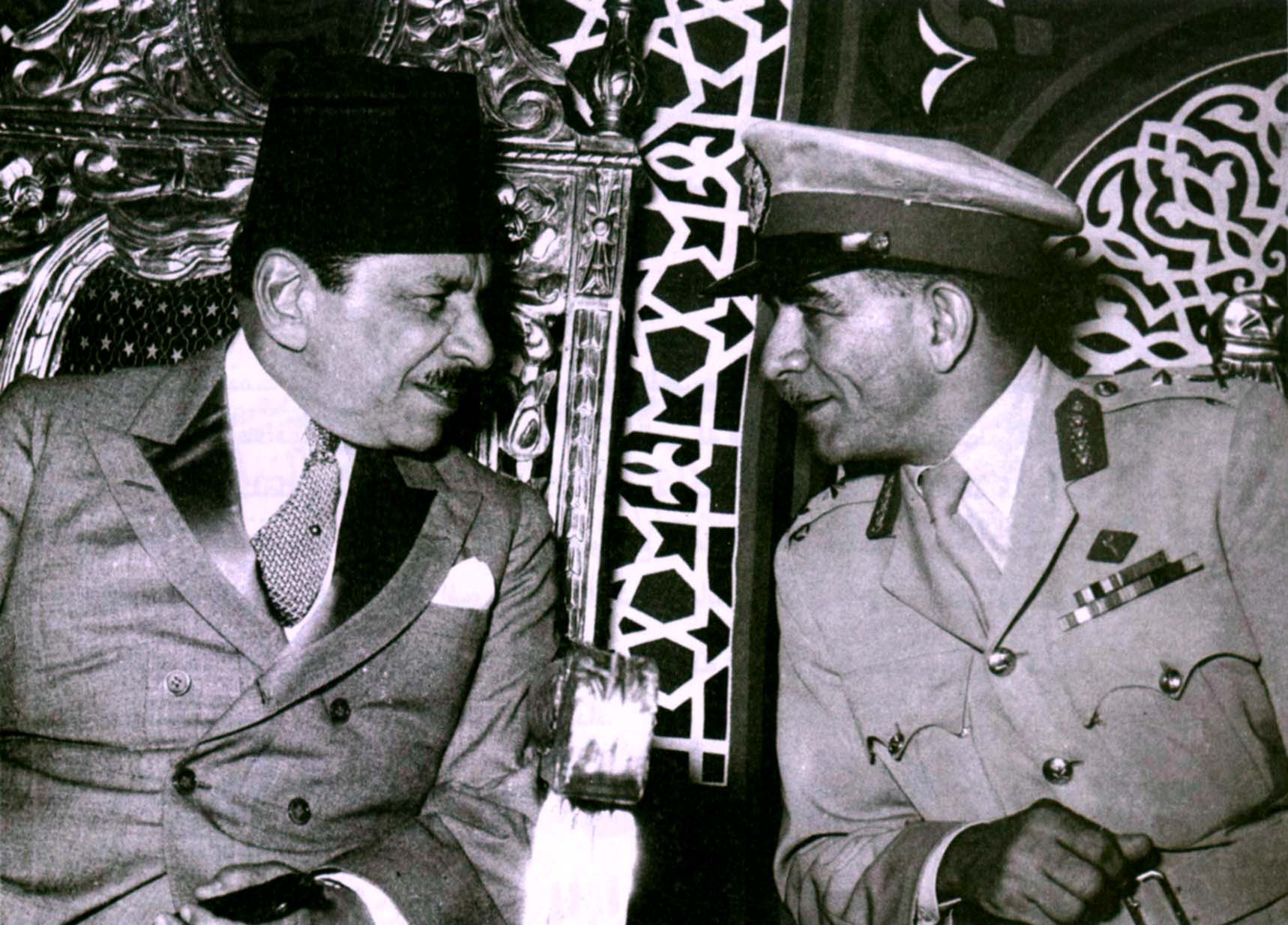
1952년 알리 마헤르 총리와 RCC 지도자 모하마드 나기브

이전 자유장교단 9인 지휘 위원회에 5명의 회원이 추가된 이집트 혁명 지도 평의회(RCC)가 나기브를 의장으로 하여 구성되었다. 알리 마헤르에게 문민 정부를 구성해달라고 요청했다. 첫 번째 쟁점은 1923년 헌법에 관한 것이었다. 알리 마헤르의 "즉각적인 헌법적 절차로의 복귀는 결함 있는 헌법, 부적절한 선거 제도, 비효율적이고 당파적인 행정부로 국가를 묶어둘 것"이라는 주장은 군사 정부에 의해 이해되었다. 무함마드 압델 모네임 왕자, 와프드당의 바헤이 엘 딘 바라카트 파샤, 라샤드 메한나 대령으로 구성된 3인 섭정 체제가 궁정 업무를 감독하기 위해 만들어졌다.
RCC의 여섯 가지 원칙은 다음과 같다.
1. 제국주의와 그 협력자 제거
2. 봉건주의 종식
3. 독점 체제 종식
4. 사회 정의 확립
5. 강력한 국가군 건설
6. 건전한 민주주의 체제 확립

장교들은 단순히 국왕을 제거한 후 민간 정부로 물러나기를 원하지 않았다. RCC는 '반동적' 요소를 제거하고 안정을 회복하기 위해 이집트 전체 체제를 개혁해야 한다고 믿었다. RCC는 마르크스주의자가 아니었지만, 전통 체제에 대한 사회주의 비판에 수용적이었다. 장교들은 사소한 당파 정치와 거리 폭력을 넘어 새로운 이집트를 만들기 위해 이집트 내 반대자들을 숙청하기 위해 움직였다.
초기 개혁은 대중적이었지만 새로운 시대의 상징이었다: 정부의 알렉산드리아 여름 휴회 폐지, 내각 장관들을 위한 개인 자동차 보조금 종료, 베이와 파샤라는 명예 칭호 폐지. 다른 것들은 세금 개혁, 군인 급여 인상, 임대료 인하와 같은 경제적 측면이 강했다. 당시 시급한 문제는 토지 개혁이었다. 토지 보유 상한선은 200페단으로 합의되었고, 이는 토지 가격을 낮추고 결과적으로 임대료를 낮추기 위함이었다. 그러나 군정은 알리 마헤르와 충돌했다. 마헤르는 이집트의 정치적 상황에 있는 대부분의 사람들처럼 국가의 완전한 개혁이 필요하다고 믿었다. 이 무렵, 많은 이집트인들은 1923년 체제가 완전히 재건되어야 한다고 믿었다. 마헤르는 자신의 개혁을 더욱 추진하기 위한 권한을 가지고 취임했다. '불법 이득' 법안은 부패를 뿌리 뽑기 위해 확대될 예정이었고, 정당을 '정화'하기 위한 '숙청 위원회'가 만들어졌다. 마헤르는 의회를 다시 소집하거나 새로운 선거를 발표하는 것을 거부했고, 대신 최소 반년 동안 계엄령을 선호했다. 그러나 마헤르는 장교들과 갈등을 겪었다. 군정은 전통적인 정치인들을 의심했으며, 마헤르에게 내각 직위에 임명할 후보 목록을 주었으나 마헤르는 거부했다. 마헤르는 자신도 지주였기에 토지 재분배가 생산성을 낮추고 외국인 투자를 저해하여 경제에 해를 끼칠 것이라고 믿었다. 그는 토지에 대한 수정된 누진세 구조와 500페단 제한을 제안했으며, 초과 토지는 80% 세금이 부과될 것이라고 했다. 지주들은 아내와 아들 한 명당 100페단, 딸 한 명당 50페단의 추가 면제를 허용하여 1,000페단 제한을 제안했다.

2024년 연구에 따르면 쿠데타 이후 폐위된 군주와 연줄이 있던 고위 관료들은 숙청될 가능성이 높았지만, 경험이 풍부한 관료들과 대학 교육을 받은 사람들은 정부의 일부로 유지될 가능성이 더 높았다.

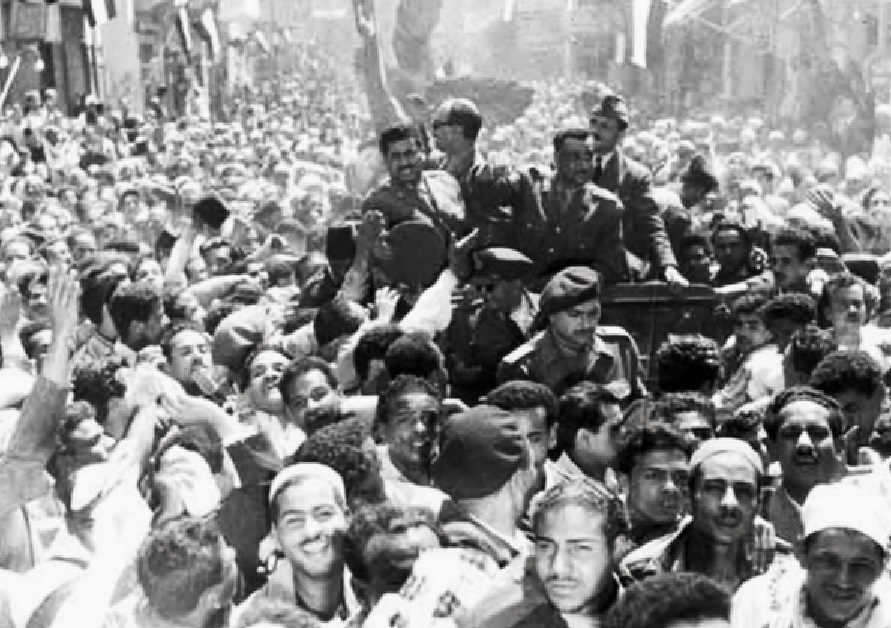
1953년 1월 카이로에서 군중들의 환영을 받는 자유장교단 멤버들. 자동차에 서 있는 모습, 왼쪽에서 오른쪽으로: 유세프 세디크, 살라 살렘, 가말 압델 나세르, 압델 라티프 보그다디.

### 당 '정화'

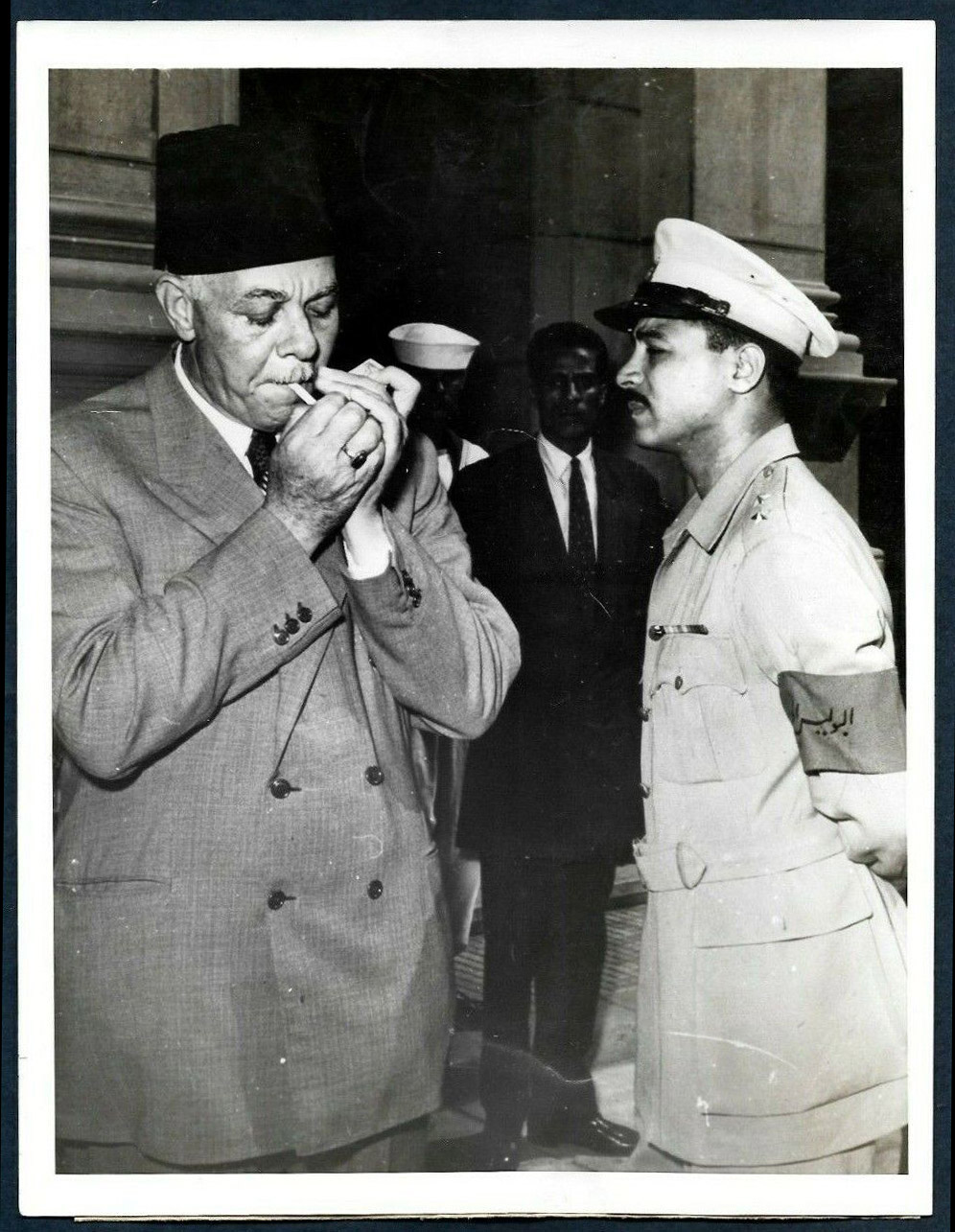
전 이집트 총리 압델 하디 (57세)가 나기브의 군사재판소에서 일주일 전 유죄 판결을 받은 후 무심하게 담배를 피우고 있다.

9월 7일, 알리 마헤르는 해임되었고, 푸아드 세르게딘을 포함한 64명의 다른 정치인들이 체포되었다. 다음 날 정부는 200페단 제한을 선언했다. 처음에는 이집트 법학자 압드 엘-라자크 엘-산후리가 마헤르의 자리를 채울 것으로 고려되었지만, 1951년 스톡홀름 호소문에 대한 산후리의 서명에 대한 미국의 우려로 나기브가 총리로 임명되었다. 라샤드 알-바라위도 고려되었지만, 미국 대사 제퍼슨 캐프리는 알-바라위를 '공산주의자'라고 부르며 이 아이디어를 거부했다.
군정은 당 개혁, 기성 정당 내 전통적인 부패 요소 제거를 추진했다. 와프드당은 서둘러 "숙청 위원회"를 구성하여 14명의 회원을 추방했는데, 그중 실질적인 권력을 가진 사람은 단 한 명뿐이었다. 구세대 와프드당원들은 정화 요구에 저항했고, 젊은 요소들은 구세대 제거를 지지했다. 9월 9일, 모든 정당은 해산되었고 창립 회원 목록, 재정 명세서 및 당 강령과 함께 재인증을 신청해야 했다. 부패 혐의를 받고 있는 사람은 자동으로 회원 자격이 상실되었다. RCC는 세르게딘이 감옥에 있는 한 나기브와의 만남을 거부했던 나하스가 당 회장 겸 설립자로 등재된 한 와프드당의 인증을 거부했다. 이집트 변호사 술레이만 하페즈는 나하스를 "정치 체제의 종양"이라고 부르며 RCC의 나하스에 대한 감정을 요약했다. 9월에 체포된 수감자들은 12월 6일에 석방되었는데, 이는 기소 없이 구금될 수 있는 마지막 날이었다. 와프드당의 재인증에 대한 소송은 1953년 1월 10일 국무원으로 넘어갔다. 17일, 군정은 모든 정당의 폐지를 발표했고, 나기브는 3년의 전환 기간 동안 통치할 것이라고 했다. 군정은 '정화'에 대한 저항과 토지 개혁에 대한 반대를 이유로 자신들의 법령을 정당화했다. 장교들은 자유주의 기성층의 저항을 과소평가했으며, 구체제의 '반동적 사고방식'을 종식시키려 했다.
2월 21일, 나기브는 50인 헌법 위원회를 만들었다. 알리 마헤르가 위원장을 맡았고, 그는 위원회를 5개의 소위원회로 나누고 5인 집행 위원회를 임명했다. 3월까지 그들은 공화국 창설을 승인하며 섭정 체제를 종식시켰다. 그러나 위원회는 의회를 대체할 수 없었다. 장교들은 위원회를 진지하게 받아들이지 않았고, 위원회의 승인 없이 6월 18일 이집트가 공화국이며 나기브가 대통령으로 선출되었다고 발표했다.
9월까지 혁명재판소가 결성되었는데, 압델 바그다디, 안와르 사다트, 하산 이브라힘 세 명의 장교들만이 판사로 구성되었다. 타흐리르 광장에서 열린 연설에서 살라 살렘은 이집트의 식민주의가 병사나 무기로 통치한 것이 아니라 "배신자"로 통치했다고 묘사했다. 살렘은 RCC가 "제국주의와 그 이익에 봉사한 이집트 배신자들과의 투쟁"에 전념하고 있다고 설명했다. 배신자들은 특히 대학을 통해 경제를 불안정하게 만들고 군대에 대한 증오를 유발하려는 소문을 퍼뜨리고 있었다. 그는 누구의 이름을 직접 거론하지 않았지만, 왕의 손에 키스하는 당 지도자의 조롱적인 모방은 알-나하스를 명백히 연상시켰다. 살렘의 연설은 학생 시위대와 노동자 파업이 반혁명 음모의 일부라는 RCC의 사고방식을 가장 잘 보여준다.
연설 일주일 만에 정부는 11명의 정치인을 체포했고, 나하스와 그의 아내를 가택 연금에 처했다. 전 총리이자 사아디스트 제도당 지도자 이브라힘 압델 하디 파샤의 부패와 하산 알-반나 살해 혐의에 대한 재판은 일주일 만에 끝났고, 법원은 그에게 사형을 선고했지만 3일 후 종신형으로 감형되었다. 대부분의 피고인들은 10~15년형을 받거나 재산을 박탈당하거나 벌금을 부과받았다. 가장 가혹한 형은 수에즈 반란에서 영국 협력자들에게 내려졌다. 재판을 받은 13명 중 11명이 유죄 판결을 받았고, 4명이 교수형에 처해졌으며, 1명은 종신형을 받았고 나머지는 10~15년형을 선고받았다.
푸아드 세라게딘의 재판은 단지 혐의—5,000 이집트 파운드 뇌물, 1948년 전쟁 중 무기 밀매, 국왕의 해외 자금 이전 허용, 1945년 교통부 장관 시절 도로 포장으로 인한 불법 이득, 면화 산업 독점 공모—에 대한 것 이상이었다. 사실상 와프드당 전체가 재판에 회부된 것이었다. 검찰은 주로 세라게딘의 와프드당 내 권력 상승과 1950년 정부에서의 개인적인 실패에 초점을 맞췄다. 세라게딘의 경쟁자들, 즉 이집트 자유주의 정부의 주요 인물들이 개인적인 불만을 털어놓기 위해 증인석에 섰다. 증인으로는 전 총리들(아흐메드 나기브 엘-힐랄리, 후세인 시리 파샤, 알리 마헤르 파샤), 무함마드 후세인 헤이칼, 마크람 에베이드가 포함되었다. 자신의 변호에서 세라게딘은 자신을 자랑스러운 민족주의자로 내세우며, 1951년 이스마일리아 경찰에게 무기 투항을 거부하라고 명령했던 사실을 인용했다. 결국 그는 15년형을 선고받았지만, 1956년에 석방되었다.
정당들이 금지되자 RCC는 해방 집회를 결성했는데, 이는 기존의 모든 정치 운동을 흡수할 운동이었다. 집회와 연설에서는 효과적이었지만, 형제단, 와프드당, DMNL과 같은 제도적 권력을 가지고 있지는 않았다. 이집트 정치권의 다른 권력 중개자들이 참여하지 않았기 때문에 집회는 장교들을 위한 도구로 남아 있었다.
노골적인 세속주의를 표방하는 새 헌법에 반대하여 무슬림 형제단이 있었다. 게다가, 평의회가 내린 명령과는 달리, 해방 집회 회원들은 압수된 비무슬림 재산의 대부분을 자신들의 폐쇄적인 네트워크 내에서 축적하고 분배했다. 정치적, 경제적 전리품에서 소외되고 국왕 치하에 존재했던 것과 같은 자유장교단 내에서의 세속주의와 근대주의의 지속을 목격한 무슬림 형제단은 자신들의 거리 조직원들을 동원했다. 1953년 6월부터 다음 해까지 이집트는 정권과 무슬림 형제단이 대중적 지지를 놓고 싸우면서 거리 폭동, 충돌, 방화, 시민 소요로 몸살을 앓았다.

### 반좌파 탄압
RCC와 DMNL 간의 관계는 쿠데타 이전에 수립되었다. DMNL 지도자 아흐마드 함루시는 7월 22일 나세르를 만났고, 그에게 알렉산드리아에서 충성스러운 군대를 동원하도록 명령했다. DMNL은 군사 조직 내에서 칼레드 모히에딘을 포함한 약 60~70명의 장교들로 구성된 군사 부문과 연결되어 있었다. DMNL 군사 부문의 지도자 아흐마드 함루시는 자유장교단 회원은 아니었지만, 쿠데타에 대한 사전 지식을 부여받았고, 나중에 이를 DMNL의 나머지 구성원들과 공유했다.
장교들과 노동운동 간의 첫 충돌은 쿠데타 한 달 만에 시작되었다. 카프르엘다우와르 시에서는 현지 노동자들이 임금 인상, 유급 휴가, 독립적인 선출된 노동조합, 그리고 경영진 두 명의 해고를 요구하며 파업에 돌입했다. 만 명의 도시 노동자들이 파업에 참여하여 무함마드 나기브를 찬양하는 구호를 외쳤다. 노동자들은 회사 경찰의 집을 불태우고, 회사 사무실과 의료 시설의 직원 파일을 파괴하며, 생산성 테스트에 사용되는 장비를 부쉈다. 경찰이 출동하여 공장을 포위했고, 노동자들과 경찰 간의 충돌로 많은 부상자가 발생했으며 몇 명이 사망했다. 나기브는 파업 지도자 중 한 명인 무스타파 알-카미스를 만나, 동료 노동자들의 이름을 알려주면 형량을 줄여주겠다고 제안했다. 그는 거부했고, 1952년 9월 7일 공범인 아흐마드 알-바크리와 함께 공장 부지에서 교수형에 처해졌다. 그의 마지막 말은 "나는 부당하게 대우받았다, 재심을 원한다"였다. RCC는 파업이 외부 세력의 영향을 받았다고 확신했지만, DMNL이 폭동을 지시했다는 증거는 없다.
이집트 공산당(ECP)은 쿠데타 일주일 만에 군부에 반대했다. ECP는 국왕을 재판에 회부하지 않고, 군주제를 즉시 폐지하지 않으며, 정치적 권리를 즉시 회복하지 못하자 군부를 '거대한 기만'으로 명명했다. 당의 공동 창립자인 이스마일 사브리 압둘라는 이렇게 말했다.
틀:Quote block
좌파 정당 중 가장 큰 규모였던 DMNL은 1953년 초 정당 금지 조치 이후 RCC에 단호히 반대했다. 대학 캠퍼스에서 시위하는 사람들은 "어떻게 행동해야 하는지" 배울 때까지 군사 아카데미에 구금되었다. 이미 1952년 말, 대학 학생회 선거에서 공산-와프드 연합은 당시 RCC의 지지를 받던 무슬림 형제단을 물리쳤다. 반공산주의 체포의 물결은 1953년에서 1954년 내내 계속되었다. 1953년 7월 27일 ECP 회원들의 재판에서 와프드당의 보조 비서였던 마흐무드 간남은 변호를 맡아, 자유장교단도 쿠데타 이전에 전단지를 배포했는데 왜 피고인들이 전단지 배포 혐의로 기소되어야 하는지에 대해 나세르, 나기브 및 다른 RCC 회원들을 소환하여 심문할 것을 요구했다. 장교들은 이 도전을 받아들이지 않았다. 법원은 나중에 이집트의 대무프티로부터 증언을 들었는데, 그는 공산주의를 반종교적이고 '전복적'이라고 비난했다. DMNL은 와프드당의 잔존 세력과 통일 전선을 형성하려 했지만, 이는 진지하게 실현되지 않았다. 학생 시위는 1954년 여름까지 계속되었다.

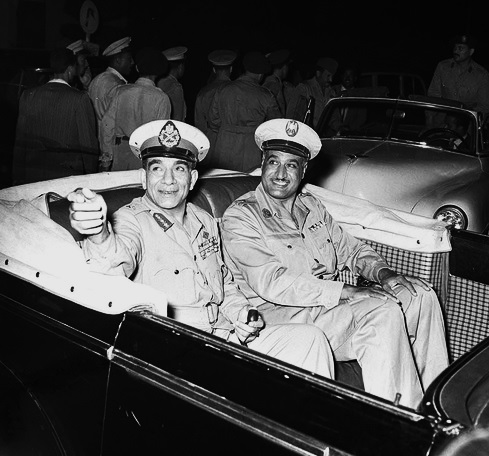
혁명 지도자 무하마드 나기브(왼쪽)와 가말 압델 나세르(오른쪽)가 차에 타고 있다.

### 1954년
1월에 무슬림 형제단은 불법 단체가 되었다. 2011년 혁명까지 불법 정치 조직으로 남아 있었다. 이 조치는 1954년 1월 12일 형제단과 해방 집회 학생 시위대 간의 충돌 이후에 나왔다. 3월에는 RCC 내부에서 충돌이 있었는데, 이는 결국 나기브를 축출하려는 시도로 상징되었다. 이 움직임은 군대 내부와 RCC 일부 구성원, 특히 칼레드 모히에딘으로부터 반대에 직면했는데, 그들은 헌정 정부로의 복귀를 선호했다. 10월 26일, 형제단에 의한 것으로 의심되는 암살 시도가 알렉산드리아 집회 도중 나세르를 겨냥했다. 이는 정권이 형제단에 맞서 행동하게 만들었고, 12월 9일 형제단 지도자들을 처형하게 되었다. 나세르는 이후 권력을 공고히 했고, 먼저 RCC 의장이 되었으며, 최종적으로는 총리가 되었는데, 나기브의 헌법적 지위는 11월 14일까지 모호하게 남아 있다가 해임되어 가택 연금에 처해졌다.
한편, RCC는 영국과 프랑스에 대한 반대, 특히 수에즈 운하와 관련하여 단결을 유지할 수 있었다. RCC의 계속된 요구에도 불구하고, 유엔에서의 논쟁, 그리고 미국과 소련의 압력에도 불구하고 영국은 운하 통제권을 새 정권에 넘겨주기를 거부했다. RCC는 수에즈 운하 지역과 다미에타에서 영국과 프랑스에 대한 공격을 점점 더 많이 자금 지원하고 조율하기 시작했다. 마침내 10월 19일, 나세르는 영국군이 이집트에서 20개월에 걸쳐 완전히 철수하는 조약에 서명했다. 2년 후인 1956년 6월 18일, 나세르는 운하 지역에 이집트 국기를 게양하며 영국군의 완전 철수를 발표했다.

### 1956년
나세르 대통령은 1월 16일 대중 집회에서 새로운 헌법을 발표하여, 대통령이 장관을 임명하고 해임할 권한을 가진 대통령제를 수립했다. 3월 3일에는 여성에게 이집트 역사상 처음으로 투표권을 부여하는 선거법이 통과되었다. 나세르는 6월 23일 이집트 공화국의 두 번째 대통령으로 선출되었다. 1957년, 나세르는 국민 연합 (이집트)(알-이티하드 알-카우미)의 결성을 발표하여, 1952년 이후 첫 의회인 국민 의회 총선이 7월에 열릴 수 있도록 길을 열었다.

## 기념

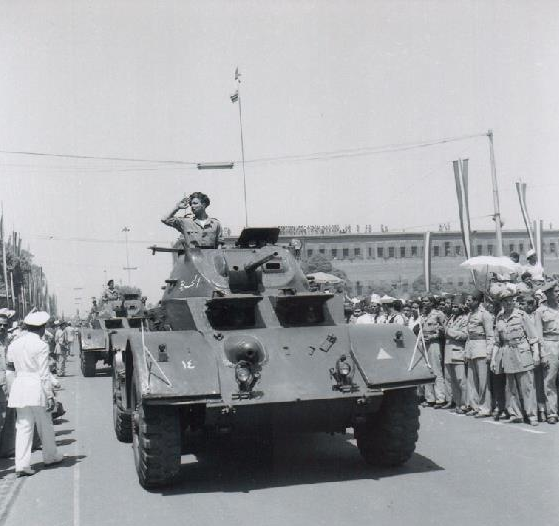
1952년 이집트 혁명 1주년 기념 행사

혁명 기념일은 매년 7월 23일 혁명 기념일 (이집트)로 기념되며, 이집트의 공휴일이다.

## 같이 보기
- 프로젝트 FF
- 나세르주의
- 1919년 이집트 혁명
- 2011년 이집트 혁명
- 2013년 6월 이집트 시위
- 이집트 현대사
- 근현대 중동 분쟁
- 이집트군 참모총장 목록